# San Jerónimo kommun, Argentina
Departamento de San Jerónimo är en kommun i Argentina.   Den ligger i provinsen Santa Fe, i den centrala delen av landet, 400 km nordväst om huvudstaden Buenos Aires.
Trakten runt Departamento de San Jerónimo består till största delen av jordbruksmark. Runt Departamento de San Jerónimo är det glesbefolkat, med 18 invånare per kvadratkilometer.